# Бирлаг
Бирла́г (Бирский исправительно-трудовой лагерь) — подразделение, действовавшее в структуре Главного управления исправительно-трудовых лагерей Народного комиссариата внутренних дел СССР (ГУЛАГ НКВД СССР).

## История
Бирлаг выделен в самостоятельное подразделение в структуре НКВД СССР в апреле 1939 года на базе расформированного в том же году Дальлага. Управление Бирлага располагалось на станции Бира Дальневосточной Железной Дороги (ныне поселок городского типа Бира, Облученский район, Еврейская автономная область). В оперативном командовании он подчинялся первоначально Управление исправительно-трудовых лагерей и колоний Управления НКВД по Хабаровскому краю (УИТЛК УНКВД Хабаровского края), а позднее Управлению лагерей лесной промышленности НКВД (УЛЛП НКВД). Бирлаг был закрыт в начале 1942 года.
Как таковой Бирлаг со своими 50 зонами действительно закрыт в 1942 году. После 1942 года ИТУ № 258 продолжало существовать. Окончательный развал пришёлся на 1953 год. П/я № 258 существует до сих пор, лесопроизводства нет. От п. Бира на север до сих пор сохранились остатки бывших зон.

## Производство
Основным видом производственной деятельности заключенных Бирлага была заготовка леса.

## Начальники
- Еремеев М. И, с 01.09.1939 по 16.01.1942